# Hownanadzor
Hownanadzor – wieś w Armenii, w prowincji Lorri. W 2011 roku liczyła 83 mieszkańców.